# Miguel Couto Filho
Miguel de Couto Filho, conhecido como Miguel Couto Filho, (Rio de Janeiro, 8 de maio de 1900 — Guarapari, 2 de maio de 1969) foi um político brasileiro com base eleitoral no estado do Rio de Janeiro e pertencente ao Partido Social Democrático (PSD).

## Vida e carreira política

Posse no cargo de governador do estado do Rio de Janeiro, em Niterói.

Miguel Couto Filho nasceu em 8 de maio de 1900, no Rio de Janeiro, filho do médico Miguel de Oliveira Couto e de Maria Barroso Jales Couto. Cursou Medicina na Faculdade de Medicina da Universidade do Rio de Janeiro (atual UFF) e graduou-se em 1921. Depois de terminar o curso, recebeu como prêmio uma viagem à Alemanha. Lá, atuou como assistente extraordinário da II Medizinische Klinik da Charite. Ao regressar, tornou-se chefe de enfermaria do Hospital São Francisco de Assis e da Santa Casa de Misericórdia do Rio de Janeiro.
No anos 1930, entrou para a política, tendo sido eleito deputado estadual pelo Rio de Janeiro em 1934. Exerceu o mandato de 1935 e 1937, quando o congresso foi fechado pelo golpe do Estado Novo. Com a redemocratização, foi eleito deputado federal constituinte pelo PSD.
Durante a Assembleia Nacional Constituinte de 1946, Miguel Couto Filho destacou-se por defender as mesmas "teses científicas" de darwinismo social e eugenia racial que seu pai, Miguel Couto, tinha defendido na Assembleia Nacional Constituinte de 1933. Comumente, da tribuna, o deputado evocava seu livro, cujo título era sintomático: "Para o futuro da pátria – Evitemos a niponização do Brasil".
Foi o autor da proposta de emenda constitucional no 3165 que, sem circunlóquios, dizia: "É proibida a entrada no país de imigrantes japoneses de qualquer idade e de qualquer procedência". O senador Luiz Carlos Prestes fez com que o Partido Comunista Brasileiro fechasse questão a favor da emenda e deputados como Jorge Amado e João Amazonas votaram a seu favor. Noutro extremo, Aureliano Leite, sustentou, inflexivelmente, uma posição contrária à emenda. O deputado José Eduardo do Prado Kelly do Rio de Janeiro também opôs-se veementemente, discursou que a emenda a "amesquinharia a nossa obra" e propôs que, se aprovada, ela fosse deslocada para as disposições transitórias. Tal emenda obteve votação de 99 votos contra e 99 votos a favor, cabendo senador e presidente da Assembleia, Melo Viana, dar o voto de Minerva que a rejeitou.
Na Câmara, foi presidente da Comissão de Saúde e atuou principalmente na elaboração de projetos de lei sobre saúde pública. Defendeu a criação do Ministério da Saúde (até então juntada em um único ministério chamado de Ministério da Educação e Saúde Pública, que tinha sido uma ideia e sugestão de seu pai) e os direitos trabalhistas dos médicos do interior. Participou ativamente das campanhas de combate à malária e à esquistossomose, da vacinação contra a difteria e pelo salário mínimo da categoria médica. Reelegeu-se para o cargo em 1950.
Em dezembro de 1953, foi nomeado o primeiro ministro da Saúde do Brasil, quando a pasta foi finalmente criada pelo presidente Getúlio Vargas. Ficou no cargo até junho do ano seguinte, quando voltou à Câmara dos Deputados. Em outubro do mesmo ano, concorreu ao governo estadual do Rio de Janeiro pelo PSD e foi eleito. Renunciou em julho de 1958 para concorrer ao Senado Federal, para o qual foi eleito em outubro. Após a eleição, trocou o PSD pelo PSP, tornando-se líder do partido no Senado entre 1963 e 1965.
Com o golpe militar de 1964 e a cassação do registro dos partidos pelo AI-2, entrou para a ARENA, partido que apoiava o regime. Em 1966, conquistou novo mandato de deputado federal pelo estado do Rio por essa sigla. Morreu no exercício do mandato, em 2 de maio de 1969, enquanto viajava a Guarapari, balneário do Espírito Santo.